# Nikolaus Bodisco

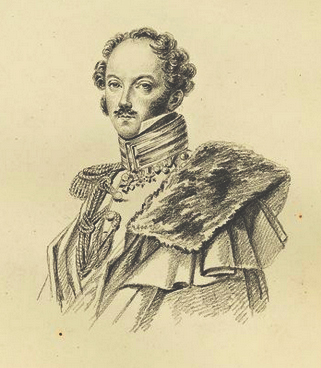
Nikolaus Bodisco. Teckning av Maria Röhl (1827).

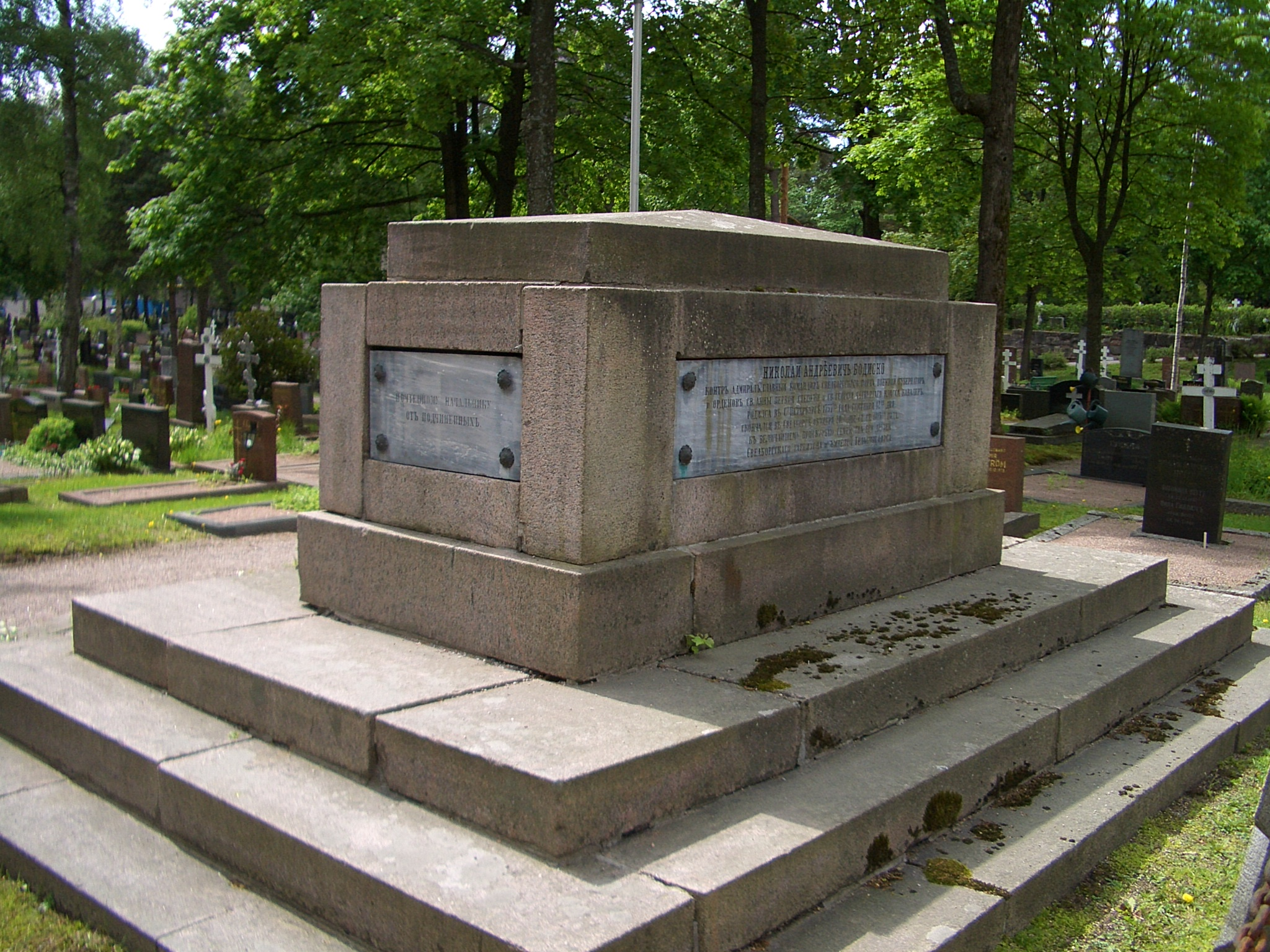
Amiral Bodiscos grav på ortodoxa kyrkogården i Helsingfors.

Nikolaus Andrejevitsch Bodisco, (ry. Николай Андреевич Бодиско, Nikolaj Andrejevitj Bodisko), född 1756, död 1815, rysk konteramiral, var under 22 dagar våren 1808 guvernör på Gotland.
Bodisco deltog före freden i Tilsit år 1807 i kriget mot Napoleon I:s Frankrike. Under Finska kriget förde han befälet över de ryska styrkor som landsteg på Gotland den 22 april och annekterade ön. När en svensk flottstyrka under konteramiral och friherre Rudolf Cederström anlände den 16 maj, blev ryssarnas läge hopplöst: Bodisco kapitulerade och de ryska styrkorna återvände hem. Detta uppskattades inte av tsar Alexander I av Ryssland som förvisade Bodisco till Vologda. Bodisco togs så småningom till nåder av tsaren och blev kommendant på fästningen Sveaborg vid Helsingfors.